# Британия (телесериал)
«Брита́ния» (англ. Britannia) — британский телесериал, созданный Джезом Баттеруортом. Премьера сериала состоялась на Sky1 в Великобритании и на Amazon Prime Video в США 18 января 2018 года. Сериал создан совместно Sky plc и Amazon Prime Video. В марте 2023 года представители медиа-концерна Sky объявили о закрытии телепроекта, несмотря на то, что финальный эпизод третьего сезона завершился клиффхэнгером.

## Сюжет
События происходят в I веке новой эры, когда Британия была населена воинственными кельтскими племенами, которые были не готовы перейти под управление иноземцев, пришедших с далёкого юга. Во время римского вторжения (43—47) Антедия объединяется с римскими захватчиками, чтобы противостоять своему давнему врагу — королеве кантиев Керре.

## В ролях
- Дэвид Моррисси — Авл Плавтий
- Келли Райлли — Керра
- Николай Ли Кос — Дивис
- Лиана Корнелл  — Ания
- Гершвин Юсташ мл. — Витус
- Маккензи Крук — Веран/Харка
- Барри Уорд — Сойер
- Стэнли Вебер — Линдон
- Джо Армстронг — Гилдас
- Фортунато Черлино — Веспасиан
- Калли Кук — Ислин
- Аарон Пьер — Антоний
- Элеонор Уортингтон-Кокс — Кэйт
- Зои Уонамейкер — королева Антедия
- Иан Макдермид — король Пелленор
- Джулиан Райнд-Татт — Филан
- Дэвид Брэдли — Куэйн
- Хьюго Спир — Луций
- Дэниел Кальтаджироне — Брут
- Заки Исмаил — Филон
- Аннабель Шоли — Амина
- Стив Пембертон — Клавдий

## Список эпизодов
| Сезон | Серии | Серии | Даты показа     | Даты показа      |
| Сезон | Серии | Серии | Первая серия    | Последняя серия  |
| ----- | ----- | ----- | --------------- | ---------------- |
| 1     | 9     | 9     | 18 января 2018  | 15 марта 2018    |
| 2     | 10    | 10    | 7 ноября 2019   | 7 ноября 2019    |
| 3     | 8     | 8     | 24 августа 2021 | 16 сентября 2021 |

### Сезон 1 (2018)
| № | № в сезоне | Название                                      | Режиссёр      | Автор сценария                       | Дата премьеры   |
| - | ---------- | --------------------------------------------- | ------------- | ------------------------------------ | --------------- |
| 1 | 1          | «Woe to the Vanquished» «Горе побежденным»    | Метин Хусейн  | Джез Баттерворт и Том Баттерворт     | 18 января 2018  |
| 2 | 2          | «Secret Alliances» «Секретные союзы»          | Сьюзэн Талли  | Том Баттерворт                       | 25 января 2018  |
| 3 | 3          | «Honor and Betrayals» «Честь и предательства» | Сьюзэн Талли  | Джез Баттерворт and Ричард Макбрайен | 1 февраля 2018  |
| 4 | 4          | «Judgment of the Gods» «Суд богов»            | Люк Уотсон    | Том Баттерворт                       | 8 февраля 2018  |
| 5 | 5          | «Tractations» «Трактаты»                      | Люк Уотсон    | Джез Баттерворт                      | 15 февраля 2018 |
| 6 | 6          | «The Chosen One» «Выбранный»                  | Шери Фоксон   | Том Баттерворт                       | 22 февраля 2018 |
| 7 | 7          | «Alone in the World» «Один в мире»            | Шери Фоксон   | Джез Баттерворт                      | 1 марта 2018    |
| 8 | 8          | «Initiation» «Инициация»                      | Кристоф Шреве | Джез Баттерворт                      | 8 марта 2018    |
| 9 | 9          | «Pax Romana» «Римский мир»                    | Кристоф Шреве | Том Баттерворт                       | 15 марта 2018   |

### Сезон 2 (2019)
| №  | № в сезоне | Название                                       | Режиссёр            | Автор сценария        | Дата премьеры |
| -- | ---------- | ---------------------------------------------- | ------------------- | --------------------- | ------------- |
| 10 | 1          | «Imperial Visit» «Императорский визит»         | Люк Уотсон          | Том Баттерворт        | 7 ноября 2019 |
| 11 | 2          | «May the Gods Speak» «Пусть говорят боги»      | Люк Уотсон          | Джез Баттерворт       | 7 ноября 2019 |
| 12 | 3          | «Genesis» «Бытие»                              | Люк Уотсон          | Том Баттерворт        | 7 ноября 2019 |
| 13 | 4          | «Dark Game» «Темная игра»                      | Роб Савадж          | Джез Баттерворт       | 7 ноября 2019 |
| 14 | 5          | «My Sister, the Queen» «Моя сестра — королева» | Роб Савадж          | Том Баттерворт        | 7 ноября 2019 |
| 15 | 6          | «The Eagle's Arms» «Армия орлов»               | Роб Савадж          | Джон-Генри Баттерворт | 7 ноября 2019 |
| 16 | 7          | «Alliance of Dark Forces» «Альянс темных сил»  | Лиза Джеймс-Ларссон | Джон-Генри Баттерворт | 7 ноября 2019 |
| 17 | 8          | «A Painful Truth» «Мучительная правда»         | Лиза Джеймс-Ларссон | Том Баттерворт        | 7 ноября 2019 |
| 18 | 9          | «The Crossroads» «Перекресток»                 | Исса Лопес          | Джез Баттерворт       | 7 ноября 2019 |
| 19 | 10         | «The Challenge» «Состязание»                   | Исса Лопес          | Том Баттерворт        | 7 ноября 2019 |

### Сезон 3 (2021)
| №  | № в сезоне | Название                                                | Режиссёр       | Автор сценария                   | Дата премьеры    |
| -- | ---------- | ------------------------------------------------------- | -------------- | -------------------------------- | ---------------- |
| 20 | 1          | «The Return of the chosen one» «Возвращение избранного» | Бен Грегор     | Джез Баттерворт                  | 24 августа 2021  |
| 21 | 2          | «The Moon Tree» «Лунное дерево»                         | Бен Грегор     | Джез Баттерворт и Том Баттерворт | 26 августа 2021  |
| 22 | 3          | «War Chest» «Сундук войны»                              | Бен Грегор     | Джез Баттерворт и Том Баттерворт | 5 сентября 2021  |
| 23 | 4          | «The Big Vision» «Большое видение»                      | Джоасия Голдин | Джез Баттерворт                  | 5 сентября 2021  |
| 24 | 5          | «Hemple's Machinations» «Махинации Хемпла»              | Джоасия Голдин | Том Баттерворт                   | 9 сентября 2021  |
| 25 | 6          | «A precious Asset» «Драгоценный актив»                  | Маккензи Крук  | Маккензи Крук                    | 9 сентября 2021  |
| 26 | 7          | «The Viaduct» «Виадук»                                  | Джоасия Голдин | Том Баттерворт                   | 16 сентября 2021 |
| 27 | 8          | «Vae Victis» «Горе побеждённым»                         | Маккензи Крук  | Джез Баттерворт и Том Баттерворт | 16 сентября 2021 |

## Производство
Съемки первого сезона телесериала проходили в двух основных локациях — в Праге, которая известна своими сокровищами архитектуры, и в Уэльсе, где можно найти идеальные природные «декорации».